# 凹刺胶球虫
凹刺胶球虫（学名：Collosphaera brattstroemi）为胶球虫科胶球虫属的动物。分布于太平洋赤道区，包括南海等海域。